# Bank of Maharashtra

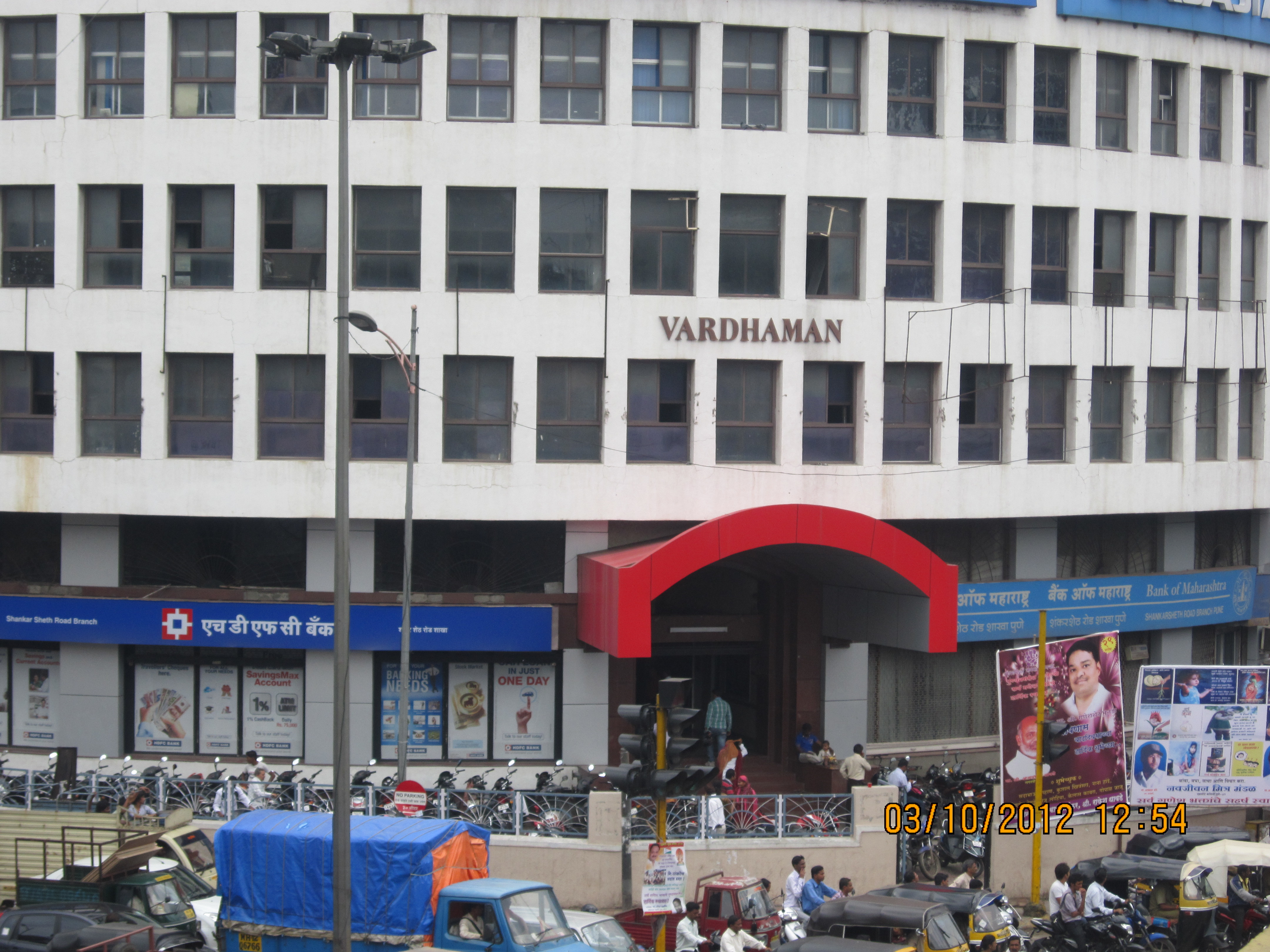
Bank of Maharashtra à Swargate, Pune.

Bank of Maharashtra est une banque dont le siège social est situé à Pune en Inde. Elle est créée en 1935. Elle est détenue par l’État indien depuis sa nationalisation en 1969. 
Le gouvernement de Narendra Modi prévoit en 2021 sa privatisation.